# Марк Валерий Фальтон
Марк Валерий Фальтон (лат. Marcus Valerius Falto; умер после 200 года до н. э.) — римский военачальник и политический деятель из патрицианского рода Валериев, претор 201 года до н. э. Предположительно сын одного из двух Валериев Фальтонов, принадлежавших к предыдущему поколению рода, — Квинта (консула 239 года до н. э.) или Публия (консула 238 года до н. э.).
Известно, что до 205 года до н. э. Марк Валерий занимал должность квестора. В 205 году он был в составе делегации, которая сопровождала из Пессинунта в Рим камень, считавшийся воплощением фригийской Матери богов. В 203 году до н. э. Фальтон был курульным эдилом, а в 201 году — претором. По истечении преторских полномочий он получил в управление Сардинию.